# Schutzengelkirche (Innsbruck)

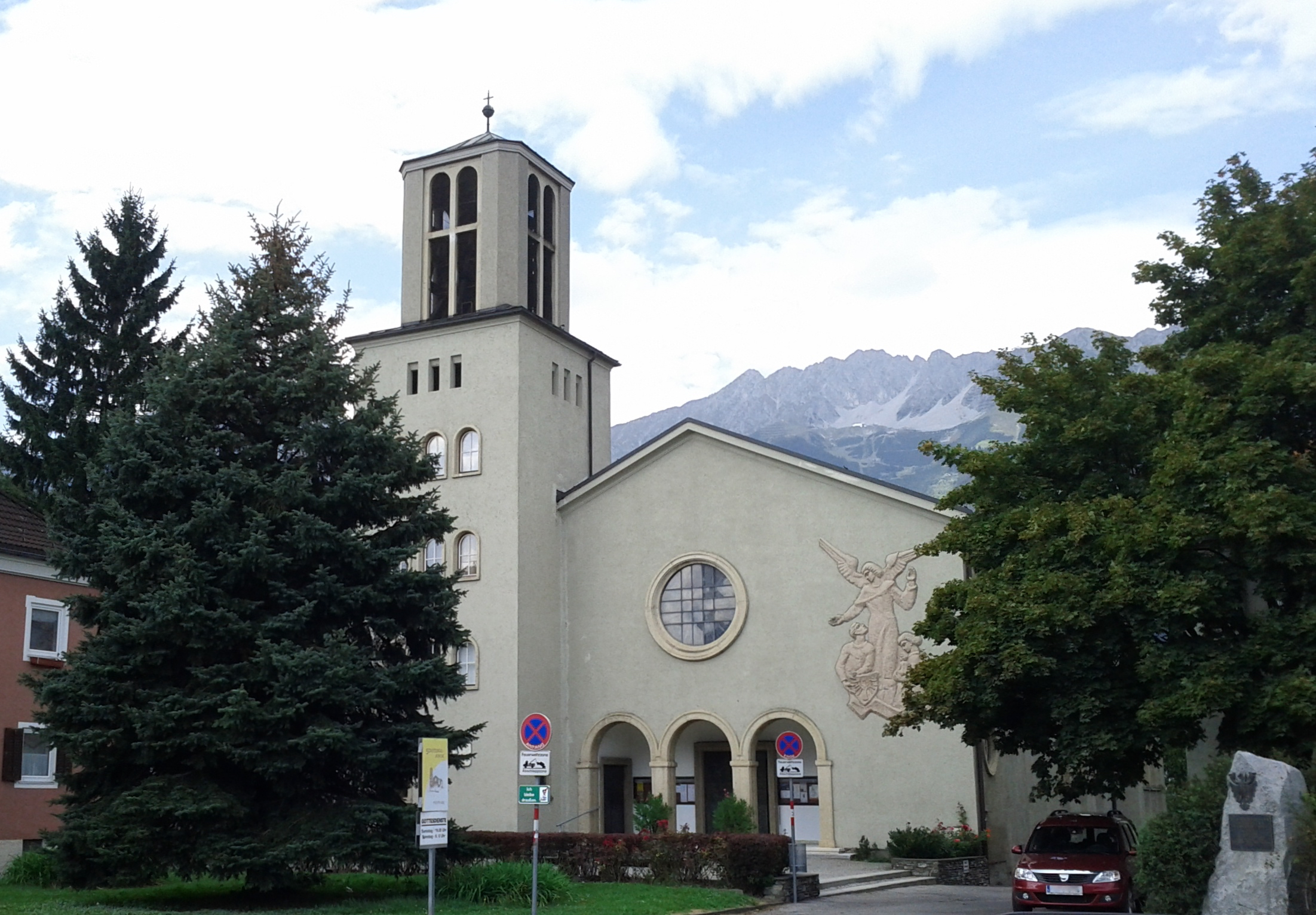
Schutzengelkirche von Süden

Die Schutzengelkirche ist eine römisch-katholische Pfarrkirche im Innsbrucker Stadtteil Pradl. Die von 1950 bis 1952 erbaute Kirche ist den heiligen Schutzengeln geweiht und steht unter Denkmalschutz.

## Geschichte
Im 20. Jahrhundert wuchs Pradl insbesondere durch den Bau der Südtiroler-Siedlung von 1939 bis 1942 stark an und dehnte sich nach Osten aus. 1946 lebten auf dem Gebiet der Pfarre Pradl mehr als 17.000 Einwohner, so dass die Errichtung einer neuen Pfarre im Osten des Stadtteils (Pradl-Ost bzw. Neupradl) geplant wurde. Nach langen Verhandlungen und im Zuge eines Tausches stellte die Siedlungsgenossenschaft „Neue Heimat“ im September 1949 ein Grundstück an der Gumppstraße kostenlos zur Verfügung. Am 1. Dezember 1949 wurde eine Baracke in der Amthorstraße übernommen, die als Notkirche diente und in der am 24. April 1950 der erste Gottesdienst gefeiert wurde.
Am 12. November 1950 wurde der Grundstein für die neue Kirche gelegt. Es handelte sich um den ersten Kirchenneubau in Innsbruck nach dem Zweiten Weltkrieg und den ersten großen Auftrag für den jungen Architekten Karl Friedrich Albert. Die Kirche wurde am 7. September 1953 benediziert und am 19. und 20. März 1960 konsekriert.
Nachdem schon 1950 ein Seelsorger bestellt worden war, wurde Neupradl am 1. Jänner 1953 als Pfarrvikariat eingerichtet und am 1. Jänner 1961 zur Pfarre erhoben. Kleine Teile des Pfarrgebiets wurden später an die neu errichteten Pfarren St. Paulus, St. Norbert und St. Pirmin abgetreten. Heute bildet Neu-Pradl einen Seelsorgeraum mit Pradl.

## Beschreibung

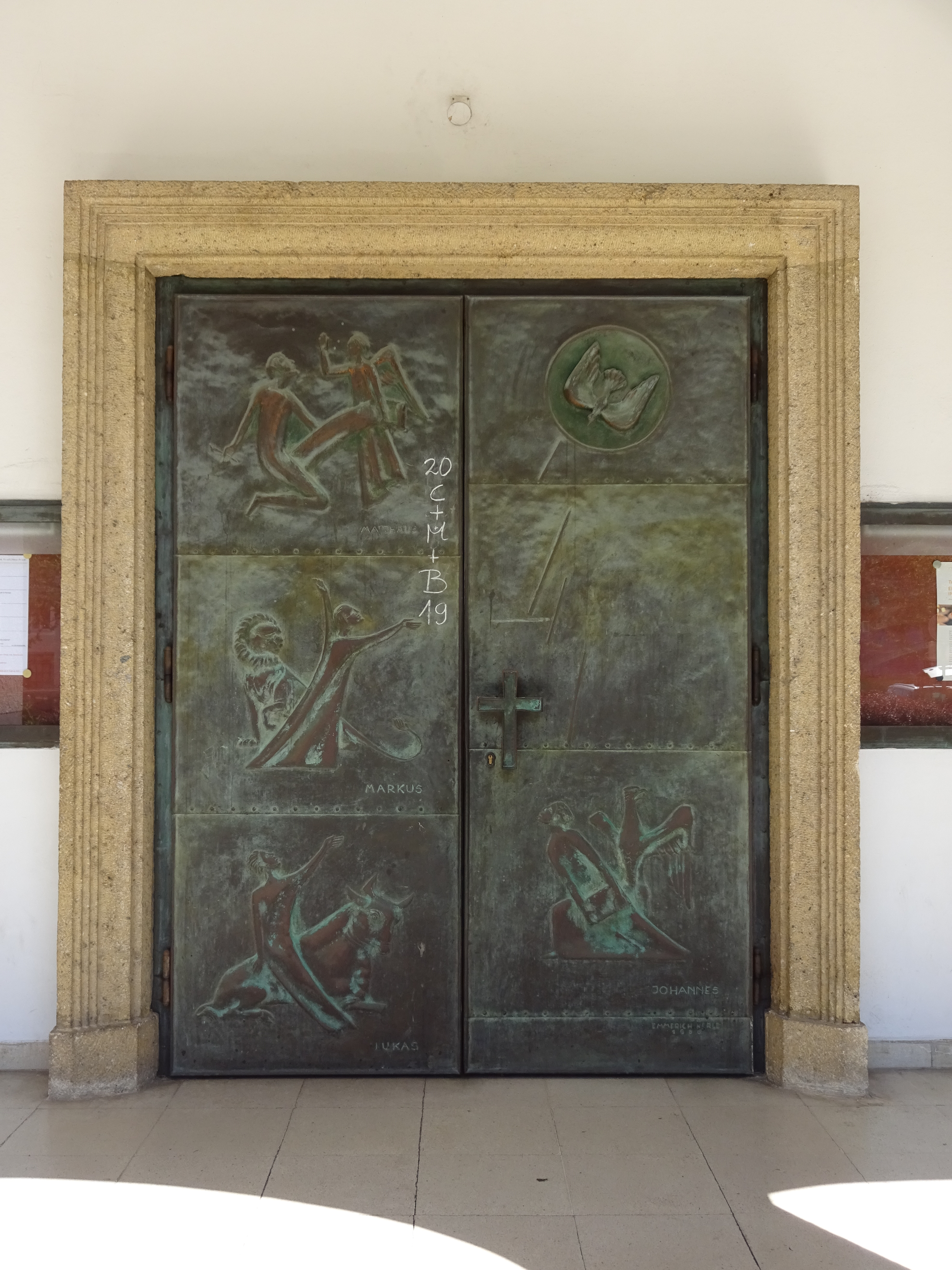
Portal

### Architektur
Die 36 m lange und 15,6 m breite Kirche ist durch einen Vorplatz von der Gumppstraße abgerückt und von zur gleichen Zeit errichteten Wohnhäusern umgeben.
Der in traditionellen Formen gestaltete Bau besteht aus einem mit einem Satteldach gedeckten Langhaus aus verputztem Ziegelmauerwerk mit kurzem Querhaus und einem leicht vorspringenden massiven Turm in der Südwestecke. Der 21 m hohe Turm ist kubisch gestaltet und weist Rundbogen- und Rechteckfenster sowie ein Zeltdach auf. Der Außenbau ist durch die Übernahme und Umformung romanisierender Stilelemente geprägt. Die Portale und Fenster sind mit kräftigen Rahmungen betont. An der Eingangsfassade befindet sich ein Rundfenster in der Mittelachse. Das Terrakotta-Relief rechts daneben zeigt einen Schutzengel mit einer Familie und dem Tiroler Wappen von Emmerich Kerle aus dem Jahr 1956. Die kupfergetriebenen Eingangstüren mit Darstellungen der vier Evangelisten wurden von Emmerich Kerle 1965 geschaffen.
Das Innere ist ein lang gestreckter, hoher Saalraum mit erhöhtem Querhaus und flachbogig abschließendem Chor. Das Langhaus ist auf drei Seiten von einer Empore umgeben. Die Nordwand des Langhauses bildet einen Triumphbogen, der im Erdgeschoß- und Emporenbereich rundbogige Durchgänge zum Querhaus aufweist. Die Flachdecke über den Emporen geht in ein flaches Tonnengewölbe über. Chor und Querhaus sind um vier Stufen erhöht und flach gedeckt.
Links neben dem Haupteingang im Untergeschoß des Turms befindet sich eine Fatimakapelle, die frühere Taufkapelle. Der Taufstein steht heute im rechten Bereich des Altarraums.

### Ausstattung
An der Hochaltarwand befindet sich eine überlebensgroße geschnitzte Rosenkranzmadonna von Johannes Obleitner aus dem Jahr 1945, die von Kriegsheimkehrern gestiftet wurde. Der Tabernakel mit drei Erzengeln stammt aus der Schwazer Goldschmiedwerkstatt Schneider-Rappel. Die Seitenaltäre zeigen Holzreliefs der Erzengel (links) und der Heiligen Familie (rechts), die 1956/57 von Johannes Obleitner geschaffen wurden.
Die Kreuzwegstationen aus Terrakotta sind ein Werk von Emmerich Kerle von 1954.
Die Orgel auf der Empore wurde 1959 von Reinisch-Pirchner gebaut und weist zwei Manuale mit je 56 Tönen auf.